# Cy Young (animatore)
Cyrus S. Young, detto Cy (Suzhou, 7 marzo 1897 – Los Angeles, 16 gennaio 1964), è stato un animatore cinese naturalizzato statunitense, noto per il suo lavoro presso la Walt Disney Productions.

## Biografia
Nato in Cina nella provincia di Jiangsu, iniziò il lavoro di animatore in patria. Trasferitosi negli Stati Uniti nel 1924 lavorò ai Bray Studios fino al 1931. Passò poi ai Walt Disney Studios dove si trovava nel reparto animazione e si occupava degli effetti speciali. Qui faceva coppia con l'animatore italiano Ugo D'Orsi, e assieme erano gli unici due animatori del Dipartimento Effetti Speciali durante gli anni '30.
Animò una trentina di cortometraggi e nel 1937 faceva parte del team di animatori che lavorava a Biancaneve e i sette nani e in seguito si occupò anche degli altri lungometraggi Disney. Contribuì infatti a animare gli effetti dell'acqua in Pinocchio; in Fantasia animò la danza dei fiori nell'episodio Lo Schiaccianoci e aiutò il regista Oskar Fischinger in Toccata e fuga in Re minore; animò il lancio con il paracadute contenente i cuccioli in Dumbo.
Sembra che Young (nonostante Ollie Johnston e Frank Thomas lo descrivono "sensibile e tranquillo" nel libro The Illusion of Life) non riuscisse a legare molto con gli altri animatori dello studio ma a creare ostilità, cosa forse dovuta al fatto di non essere riuscito ad apprendere bene l'inglese.
Fu licenziato il 28 maggio 1941, poi tornò a lavorare nello Studio nell'estate dello stesso anno, ma in seguito fu licenziato definitivamente. Continuò a disegnare per l'aviazione dell'Esercito.
Si suicidò nel 1964, dopo un'overdose di pillole. Fu cremato e seppellito a Los Angeles.

## Vita privata
Young si sposò due volte: la prima volta nel 1934 con una donna sconosciuta, ma divorziò l'anno dopo per risposarsi con Roberta Cole.